# Conogaster
Conogaster là một chi ruồi trong họ Tachinidae.

## Các loài
- Conogaster pruinosa (Meigen, 1824)[2]

## Phân bổ
Các loài trong chi này phân bổ rộng rãi ở Turkmenistan, Séc, Hungary, Romania, Slovakia, Ukraina, Andorra, Bulgaria, Croatia, Hy Lạp, Ý, Bồ Đào Nha, Tây Ban Nha, Áo, Pháp, Thụy Sĩ, Mông Cổ, Nga, Ngoại Kavkaz.